# Villars-en-Pons
Villars-en-Pons és un municipi francès situat al departament del Charente Marítim i a la regió de la Nova Aquitània. L'any 2007 tenia 563 habitants.

## Demografia

### Població
El 2007 la població de fet de Villars-en-Pons era de 563 persones. Hi havia 216 famílies de les quals 47 eren unipersonals (30 homes vivint sols i 17 dones vivint soles), 89 parelles sense fills, 76 parelles amb fills i 4 famílies monoparentals amb fills.
La població ha evolucionat segons el següent gràfic:
Habitants censats

### Habitatges
El 2007 hi havia 259 habitatges, 214 eren l'habitatge principal de la família, 34 eren segones residències i 12 estaven desocupats. 255 eren cases i 4 eren apartaments. Dels 214 habitatges principals, 159 estaven ocupats pels seus propietaris, 47 estaven llogats i ocupats pels llogaters i 8 estaven cedits a títol gratuït; 2 tenien una cambra, 13 en tenien dues, 25 en tenien tres, 62 en tenien quatre i 111 en tenien cinc o més. 208 habitatges disposaven pel capbaix d'una plaça de pàrquing. A 94 habitatges hi havia un automòbil i a 107 n'hi havia dos o més.

### Piràmide de població
La piràmide de població per edats i sexe el 2009 era:
| Homes | Edats   | Dones |
| ----- | ------- | ----- |
| 0     | 95 o +  | 0     |
| 0     | 90 a 94 | 0     |
| 0     | 85 a 89 | 4     |
| 4     | 80 a 84 | 0     |
| 8     | 75 a 79 | 12    |
| 8     | 70 a 74 | 16    |
| 12    | 65 a 69 | 8     |
| 20    | 60 a 64 | 16    |
| 8     | 55 a 59 | 8     |
| 8     | 50 a 54 | 20    |
| 16    | 45 a 49 | 20    |
| 28    | 40 a 44 | 12    |
| 16    | 35 a 39 | 24    |
| 24    | 30 a 34 | 20    |
| 8     | 25 a 29 | 4     |
| 16    | 20 a 24 | 12    |
| 8     | 15 a 19 | 28    |
| 28    | 10 a 14 | 8     |
| 24    | 5 a 9   | 16    |
| 12    | 0 a 4   | 8     |

## Economia
El 2007 la població en edat de treballar era de 342 persones, 263 eren actives i 79 eren inactives. De les 263 persones actives 232 estaven ocupades (135 homes i 97 dones) i 31 estaven aturades (12 homes i 19 dones). De les 79 persones inactives 30 estaven jubilades, 23 estaven estudiant i 26 estaven classificades com a «altres inactius».

### Ingressos
El 2009 a Villars-en-Pons hi havia 224 unitats fiscals que integraven 547,5 persones, la mediana anual d'ingressos fiscals per persona era de 15.685 €.

### Activitats econòmiques
Dels 17 establiments que hi havia el 2007, 7 eren d'empreses de construcció, 4 d'empreses de comerç i reparació d'automòbils, 1 d'una empresa d'hostatgeria i restauració, 1 d'una empresa financera, 3 d'empreses de serveis i 1 d'una empresa classificada com a «altres activitats de serveis».
Dels 8 establiments de servei als particulars que hi havia el 2009, 1 era un taller de reparació d'automòbils i de material agrícola, 4 paletes, 1 guixaire pintor, 1 fusteria i 1 perruqueria.
L'any 2000 a Villars-en-Pons hi havia 20 explotacions agrícoles que ocupaven un total de 600 hectàrees.

## Equipaments sanitaris i escolars
El 2009 hi havia una escola elemental integrada dins d'un grup escolar amb les comunes properes formant una escola dispersa.

## Poblacions més properes
El següent diagrama mostra les poblacions més properes.